# Тупокрилка біла
Тупокрилка біла (Cilix glaucata) — вид метеликів родини серпокрилок (Drepanidae).

## Поширення
Вид поширений в Європі, Північній Африці, Туреччині та на Близькому Сході. Присутній у фауні України. Трапляється на сонячних і теплих узліссях, схилах і живоплотах, на кущистій сухій траві та вересових заростях, але також у парках.

## Опис

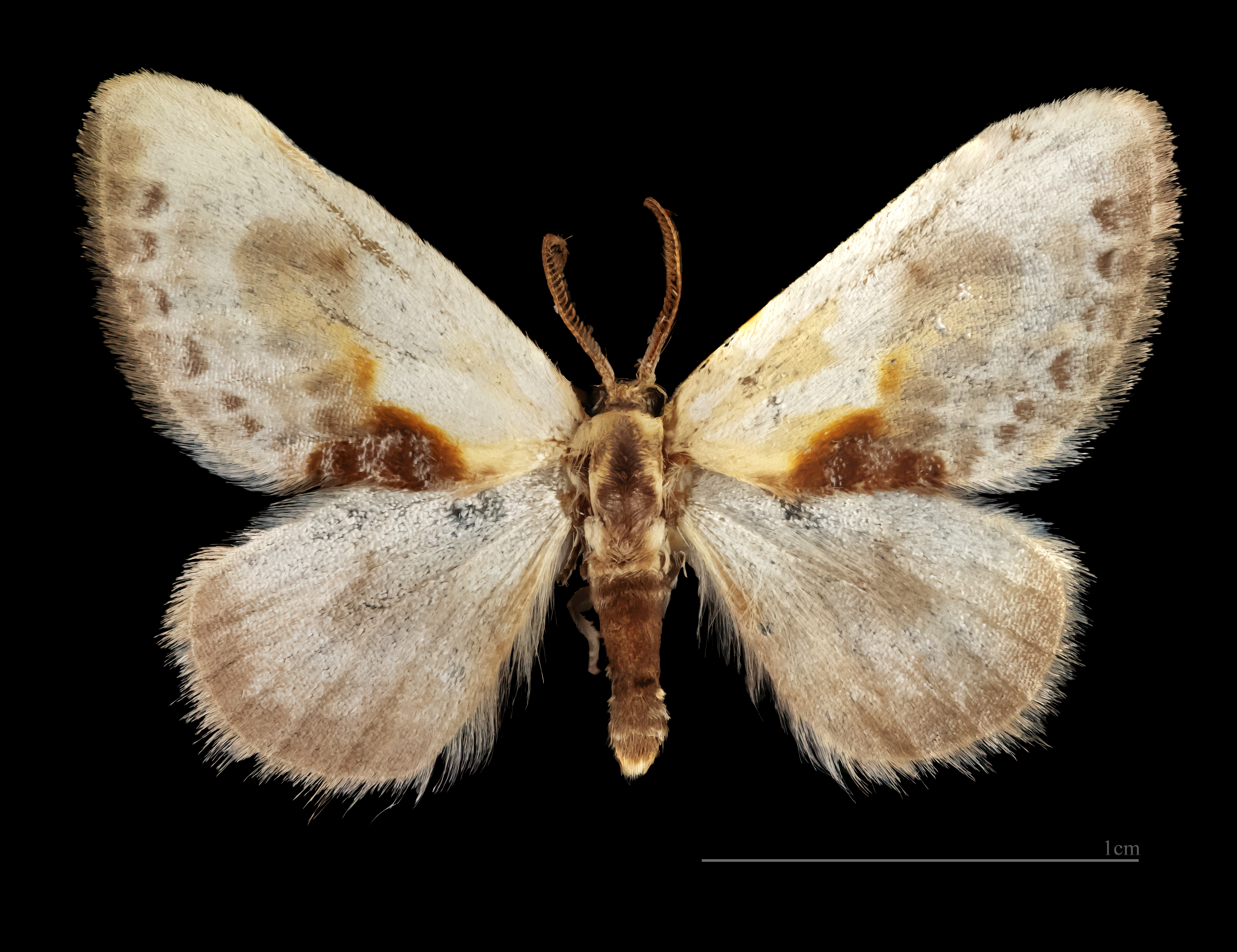
♂
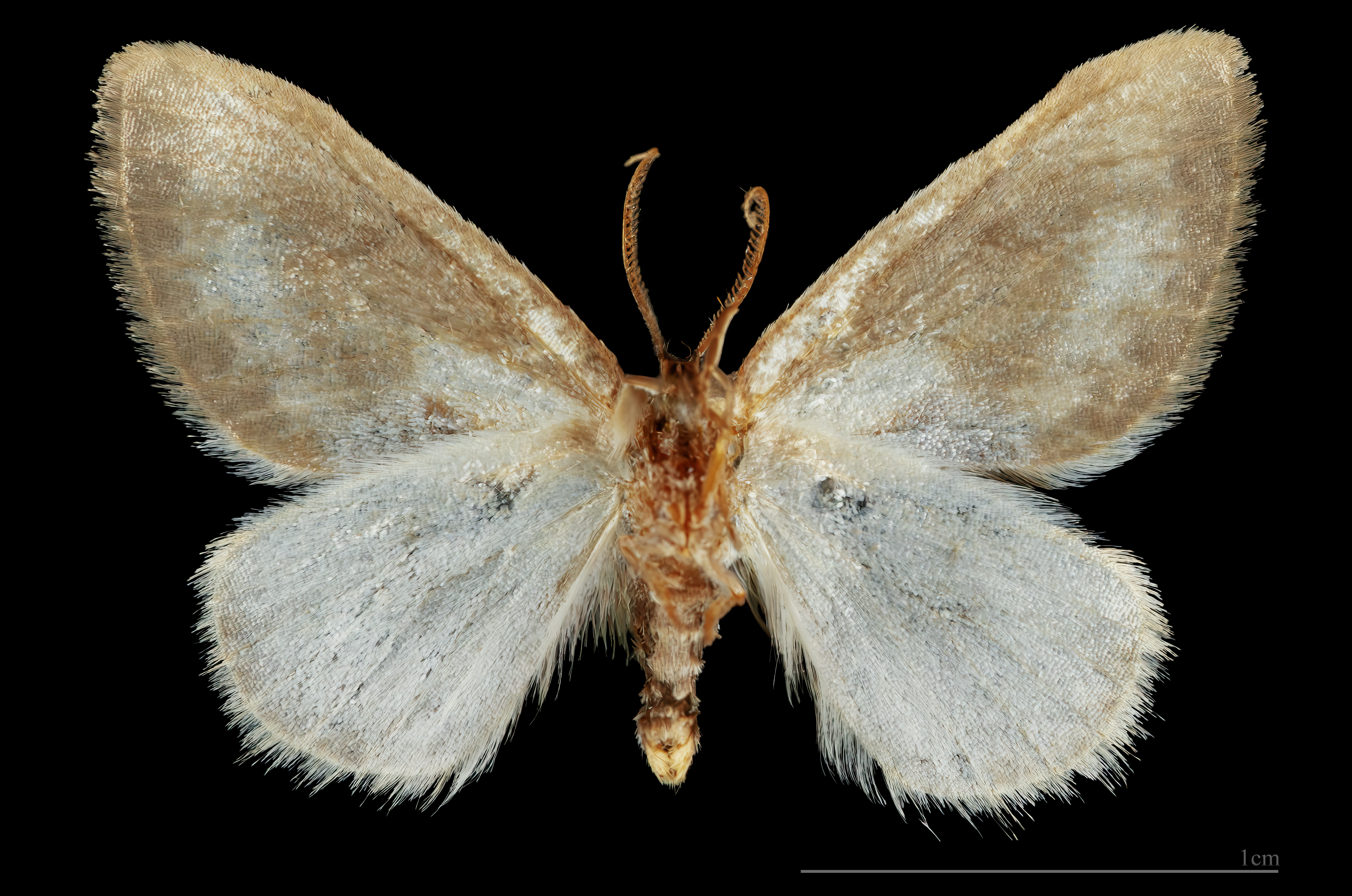
△ ♂

Розмах крил 18–22 мм. Має фарфорово-білі крила, з низкою дрібних сірих плям вздовж зовнішнього краю переднього крила, а на внутрішньому краї є велика темно-коричнева пляма, яке стає жовтою і сірою до середини крила. Іноді трапляються сріблясті лусочки. Кінці крил закруглені і не вигнуті. Якщо метелик сидить у спокійному положенні, то імітує пташиний послід. Антени лише трохи гребнисті.

## Спосіб життя
Метелики літають з квітня по серпень. Личинки живляться листям терену і глоду, інколи годується на чагарниках інших видів з родини розових.